# Philippe Lacheau

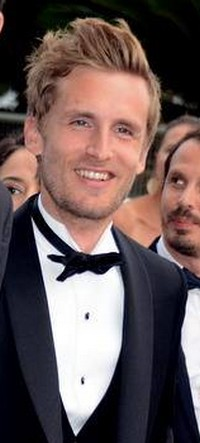
Philippe Lacheau

Philippe Lacheau (* 25. Juni 1980 in Fontenay-sous-Bois, Département Val-de-Marne, Frankreich) ist ein französischer Filmschauspieler, Regisseur, Drehbuchautor und Fernsehanimator.

## Leben
Philippe Lacheau begann seine Karriere 2002 bei einer Castingshow des französischen Privatsenders Fun TV. 2005 gründete er mit einigen Partnern die Comedy-Truppe La Bande à Fifi, die nach seinem Spitznamen Fifi benannt wurde. Diese Gruppe drehte ab 2013 einige Spielfilme, bei denen Lacheau als Schauspieler, Drehbuchautor und Regisseur tätig wurde. Seine Regiearbeiten zu den Filmkomödien Alibi.com als auch zu Babysitting 2 erreichten in Frankreich über 3 Mio. Zuschauer.
Lacheau lebt in einer Beziehung mit Élodie Fontan, mit der er einen Sohn hat.

## Filmographie (Auswahl)
- 2002: Casting Live
- 2010: Der Auftragslover (L’Arnacœur)
- 2012: Stars 80
- 2013: La Grande Boucle
- 2013: Paris um jeden Preis (Paris à tout prix) (auch Drehbuch)
- 2014: Project: Babysitting (auch Drehbuch und Regie)
- 2014: Scènes de ménages
- 2015: Ab in den Dschungel (Babysitting 2) (auch Drehbuch und Regie)
- 2016: Scènes de ménages: Enfin en vacances, à la campagne
- 2017: Alibi.com (auch Drehbuch und Regie)
- 2017: Hochzeit ohne Plan (Jour J) (auch Drehbuch)
- 2017: Heirate mich, Alter! (Épouse-moi mon pote)
- 2018: Chris(off) (nur Drehbuch)
- 2018: Meine wunderbare Scheidung (Brillantissime)
- 2018: Nicky Larson – City Hunter (Nicky Larson et le parfum de Cupidon) (auch Drehbuch und Regie)
- 2021: Superheld wider Willen (Super-héros malgré lui)
- 2023: Alibi.com 2